# 歐美洲豹
歐美洲豹（学名：Panthera gombaszoegensis）是生存於150萬年前，歐洲最早的豹屬。其化石首先在義大利發現，並分類為托斯卡那山地獅。後期在英格蘭、德國、西班牙、法國及荷蘭都有發現其標本。牠有時被認為是美洲豹的亞種。
歐美洲豹的體型較在南美洲的物種大，可能有能力獵殺更大型的獵物。與歐美洲獅相似形態的化石在東非的更新世早期地層發現，同時擁有像獅及像虎的特徵。
歐美洲有可能是獨自生活的。一般相信牠們是生活在森林中，與現今的美洲豹生活在相似的棲息地，但有研究認為牠們並非如想像般棲息在森林中。